# 京阪京都交通亀岡営業所
京阪京都交通亀岡営業所（けいはんきょうとこうつうかめおかえいぎょうしょ）は、京都府亀岡市篠町にある京阪京都交通の営業所。
京阪グループ共通バスカードで印字される営業所略称は「カメ」である。

## 概要
開業時は「京都交通亀岡営業所」であったが、2005年7月より京都交通より設備を譲り受け「京阪京都交通亀岡営業所」となる。
2007年9月16日に、同市古世町から現在の場所に移転。

## 現行路線

### 一般路線

#### 国道線

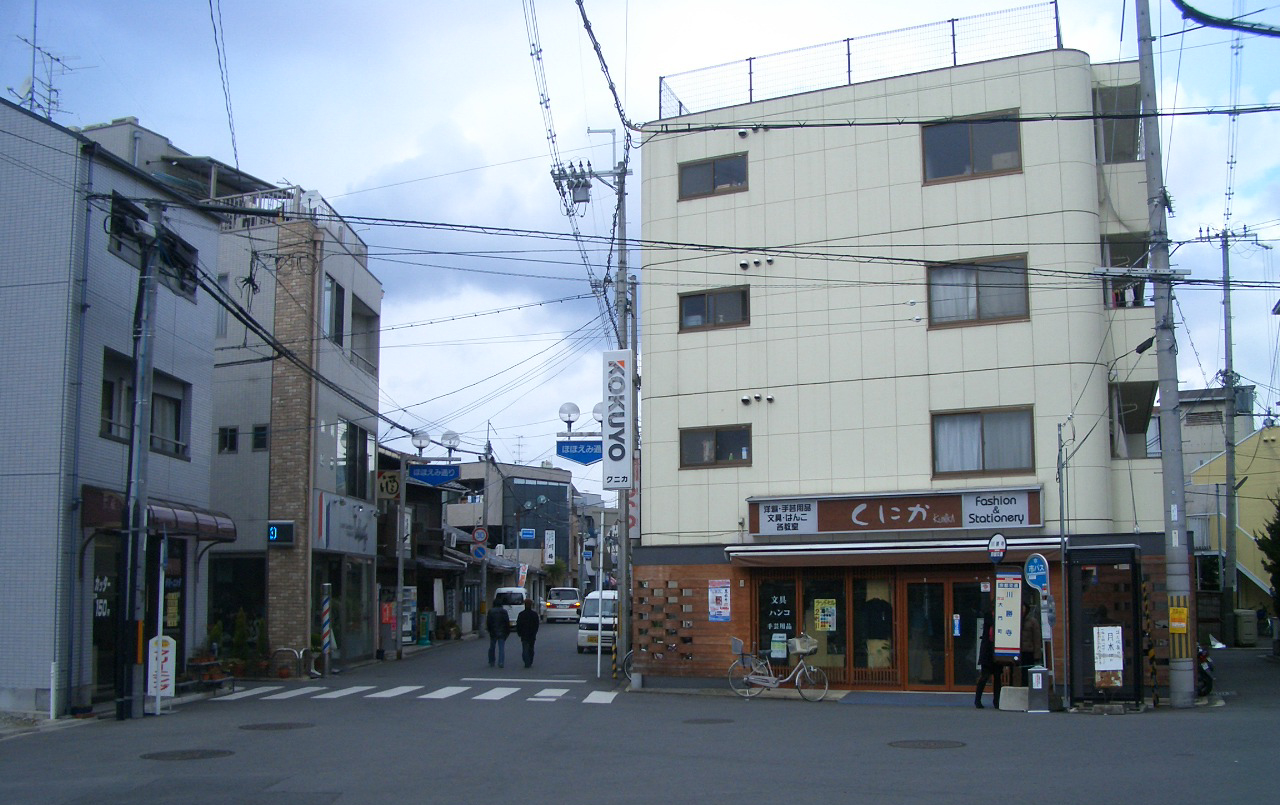
川勝寺停留所

- 1系統：JR亀岡駅南口 - 矢田口 - 篠 - 老ノ坂峠 - 国道中山 - 三ノ宮 - 桂駅東口
- 1A系統：JR亀岡駅南口 - 矢田口 - 篠 - 老ノ坂峠 - 京都成章高校前
- 2系統：（保津川下り乗船場 ← ）JR亀岡駅南口 - 矢田口 - 篠 - 老ノ坂峠 - 国道中山 - 三ノ宮 - 桂駅東口 - 桂離宮前 - 桂大橋 - 東側町 - 川勝寺 - 西大路七条 - 京都駅前 
  - 保津川下り乗船場行きは、昼間時間帯（京都駅前発8時台から14時頃）のみ運行。
  - 2系統は西京営業所との共管。
  - 老ノ坂峠（桂駅・京都駅前方面）は、既存停留所付近の道路及び交差点の形状変更により、2023年3月13日始発便より亀岡側へ約140mの場所に移設した。
- 3系統：JR亀岡駅南口 - 亀岡市役所前 - 並河 - JR千代川駅 - 国道八木 - JR吉富駅 - JR園部駅西口
- 5系統：JR亀岡駅南口 - 亀岡市役所前 - 並河 - JR千代川駅

#### つつじヶ丘循環線
- 30系統：JR亀岡駅南口 → 頼政塚前 → 西つつじヶ丘 → 大葉台一丁目西口 → 桧谷公園前 → 大葉台一丁目 → 西つつじヶ丘 → 頼政塚前 → JR亀岡駅南口
- 31系統：JR亀岡駅南口 - 矢田口 - ふれあいセンター前 - 美山台
- 32系統：JR亀岡駅南口 → 頼政塚前 → 雲仙台 → 美山台 → 大葉台一丁目西口 → 桧谷公園前 → 大葉台一丁目 → 西つつじヶ丘 → 頼政塚前 → JR亀岡駅南口

#### 馬堀線

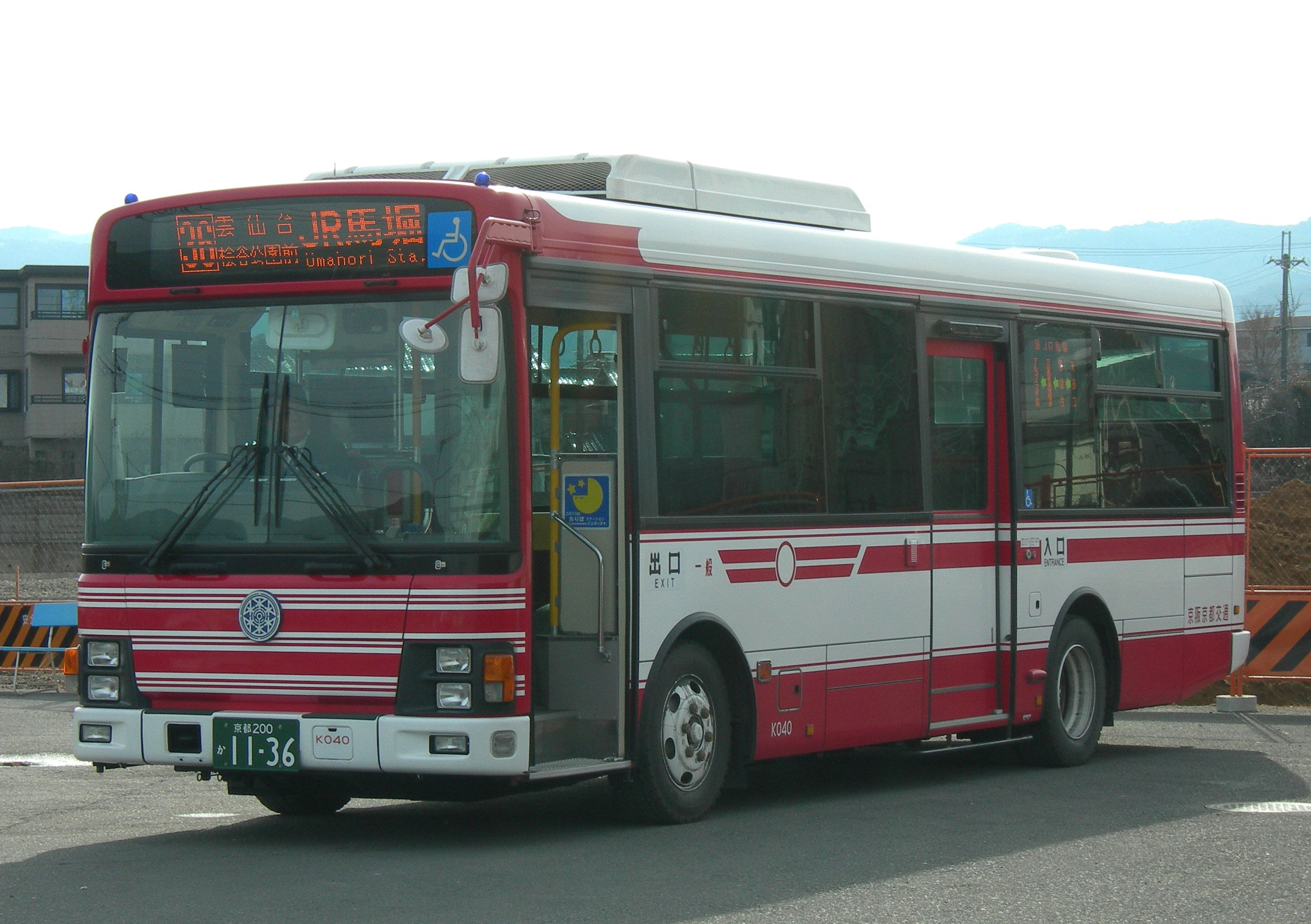
馬堀線36系統

- 34系統：JR馬堀駅 - 桧台公園前 - JR亀岡駅南口 - 穴太寺前 - JR亀岡駅南口 - 桧台公園前 - JR馬堀駅
- 35系統：JR馬堀駅 → アルプラザ前 → 都台 → 西つつじヶ丘 → 大葉台一丁目西口 → 桧谷公園前 → 大葉台一丁目 → 西つつじヶ丘 → 都台 → アルプラザ前 → JR馬堀駅
- 36系統：JR亀岡駅南口 - 矢田口 - ふれあいセンター前 - 大葉台一丁目西口 - 桜台西口 - （桧谷公園前 → ）桜台公園前 - 大葉台一丁目 - 西つつじヶ丘 - 都台 - アルプラザ前 - JR馬堀駅
- 37系統：JR亀岡駅南口 - 頼政塚前 - 西つつじヶ丘 - 都台 - 亀岡車庫

#### トロッコ馬堀線

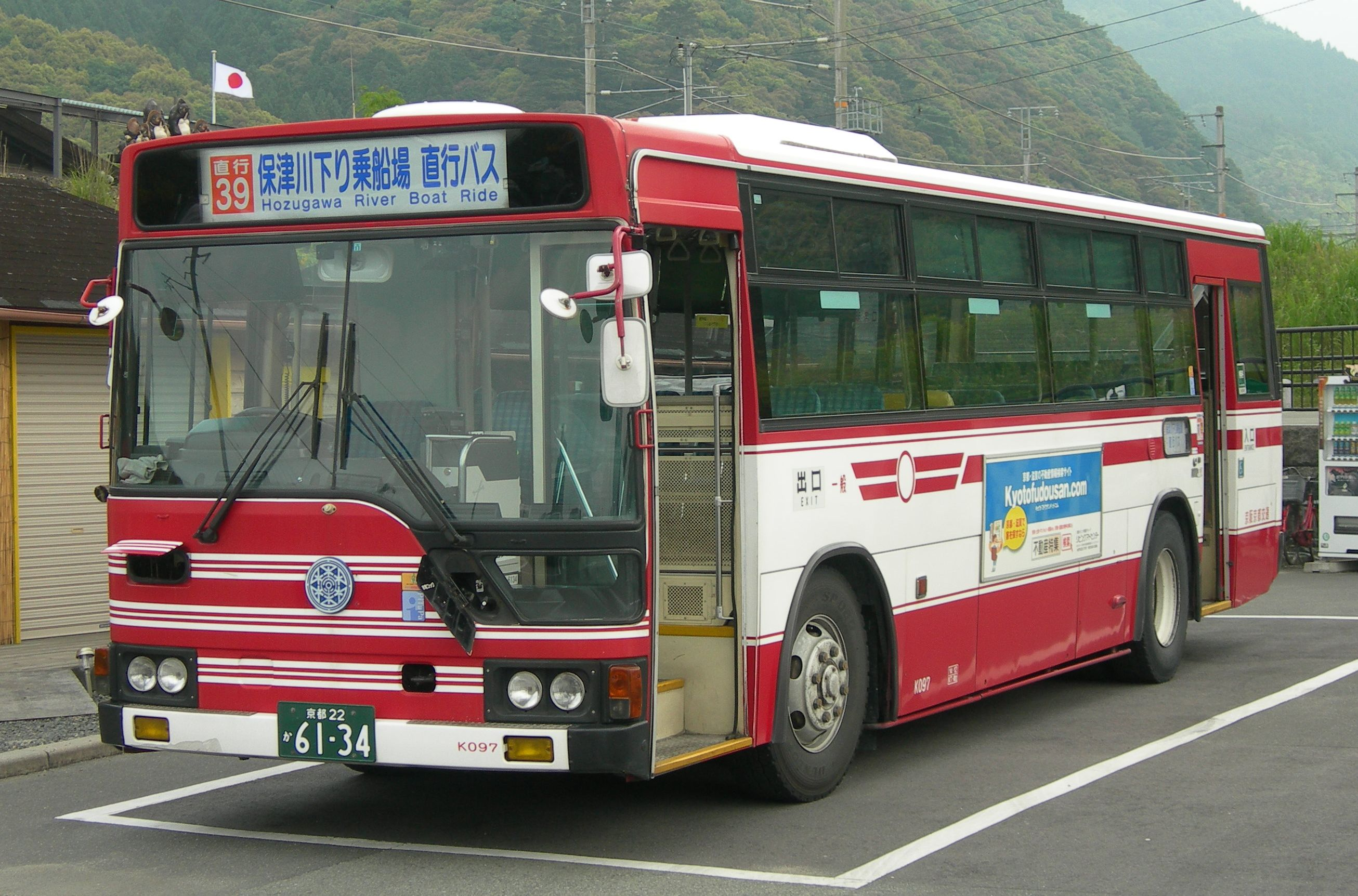
トロッコ馬堀線39系統

- 39系統：トロッコ亀岡駅 → （この間ノンストップ） → 保津川下り乗船場

#### 京都先端科学大学線
- 57系統：JR亀岡駅南口 - （この間ノンストップ） - 亀岡市役所前 - （この間ノンストップ） - 京都先端科学大学 京都亀岡キャンパス
- 60系統：JR亀岡駅南口 - 亀岡市役所前 - 穴太口 - 京都先端科学大学 京都亀岡キャンパス

58・61・62系統は西京営業所との共管。

#### 穴太寺線
- 59系統：JR亀岡駅南口 → 亀岡市役所前 → 運動公園前 → 穴太寺前 → 穴川 → 亀岡市役所前 → JR亀岡駅南口

#### 八田線
- 40系統：JR亀岡駅南口 - 亀岡市役所前 - 運動公園前 - 国道佐伯 - 奥条 - 湯の花温泉 - 宮前 - 八田 - 船阪 - JR園部駅西口

#### 園部農芸線
- 47系統：JR園部駅西口 → 船阪 → 八田 → 農芸高校前

#### 桔梗シャトル線
- 48系統：トロッコ亀岡駅 - JR亀岡駅南口 - 亀岡市役所前 - 運動公園前 - 国道佐伯 - 湯の花温泉 - 猪倉

#### 神吉線・原神吉線
- 41系統：JR八木駅 - 郷ノ口 - 神吉口
- 41B系統：神吉口 → 郷ノ口 → 樋ノ口 → JR八木駅
- 43系統：JR八木駅 - 郷ノ口 - 神吉口 - 原
- 43B系統：JR八木駅 - 樋ノ口 - 郷ノ口 - 神吉口 - 原

#### 園篠線
- 44系統：JR園部駅西口 - 福住（丹波篠山市）

国道9号 - 国道477号 - 府道54号 - 国道372号を経由。以前は西日本JRバスが運行していた路線。福住にてウイング神姫（旧神姫グリーンバス）の篠山営業所行き、またはJR福知山線篠山口駅行きに接続している便がある。

#### 明治国際医療大学線
- 45系統：園部大橋 - JR園部駅西口 - 曽我谷口 - 日吉駅前 - 明治国際医療大学
  - 園部大橋 - 日吉駅前間のみの乗車はできない。

#### 園部八木線
- 46系統：JR園部駅西口 - JR吉富駅 - 京都中部総合医療センター
  - 2007年10月1日運行開始[1]。運行開始当初は氷室の郷方面を経由する経路であったが、2013年10月1日ダイヤ改正より、吉富 - 八木間が国道9号を経由する経路に変更され、路線が短縮された[2]。

この他、西京営業所のエリアである桂坂地区を発着する路線の一部便を担当している。

## 車両
元京阪バス、神戸市バスの車両がある他、自社発注車も存在する。
2008年には、初となる中型ノンステップバス（レインボーII）が、導入された。
車番の頭文字は、K。亀岡のローマ字表記「Kameoka」の頭文字である。